# Ermita de Santa Bárbara (Calanda)

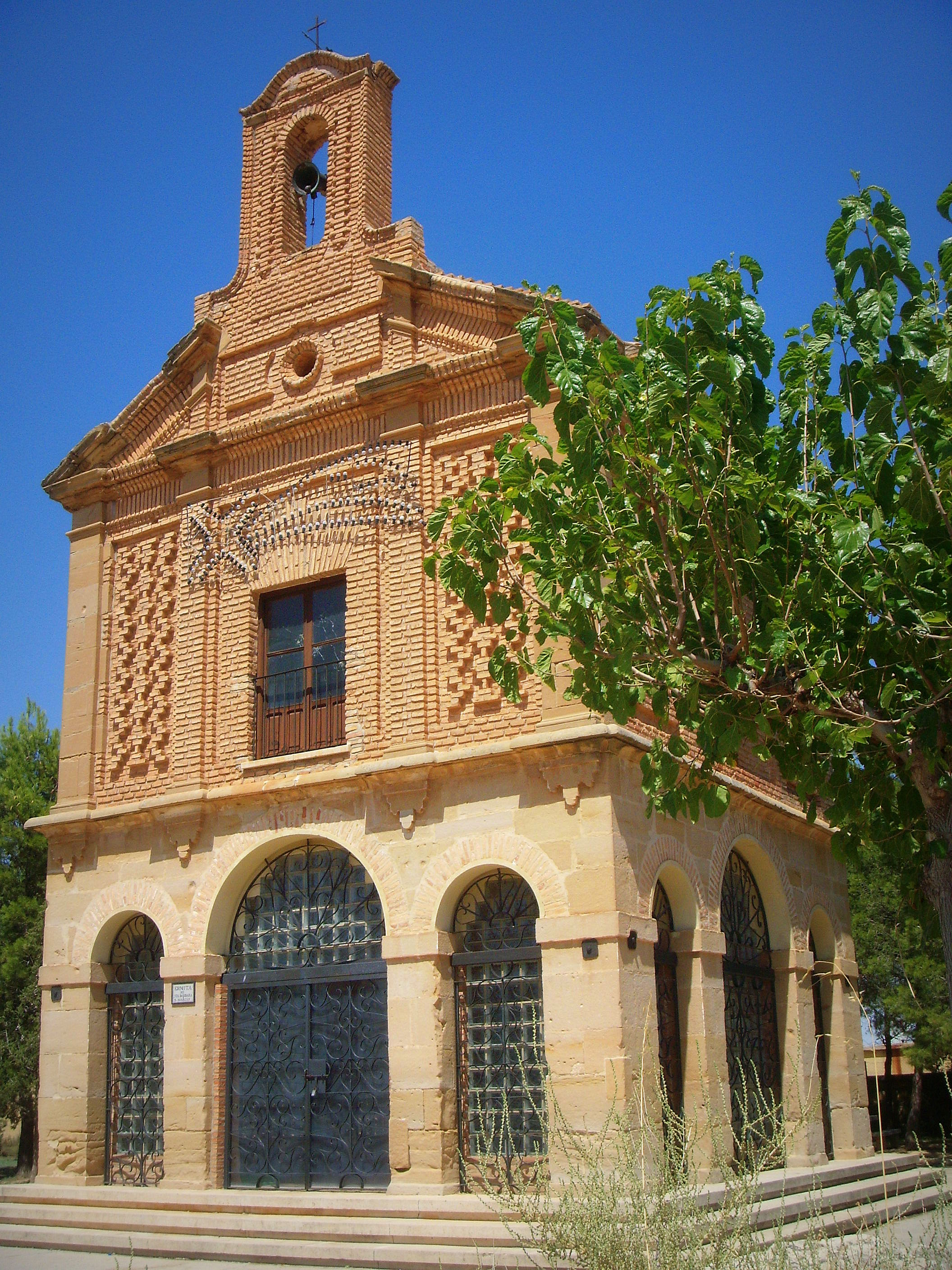
La fachada de la ermita vista desde la plaza aneja.

La ermita de Santa Bárbara de Calanda, dedicada a la santa titular y a San Marcos, está ubicada en uno de los cabezos dominantes de la población. Data del siglo XVII, si bien el edificio ha sufrido grandes transformaciones, quedando en nuestros días muy alterado con respecto al plan primigenio. 

## Historia
La planta original data del año 1686 y tenía las funciones de un pequeño oratorio. Con el tiempo, y tras varias ampliaciones posibilitadas por las limosnas recogidas, devendría notable ermita. Entremedias, debe retenerse —tal y como vindica el historiador Manuel García Miralles— el nombre de "don Juan Solano Fernández, sargento de los Reales ejércitos de Felipe V, quien en 1722 —retirado a la ermita— emprendió su ampliación". Será ermitaño por tres décadas, laborando en su ampliación, mantenimiento y culto.
Durante la Primera Guerra Carlista la ermita sufrirá graves desperfectos, por haber sido utilizada como lugar de defensa. 
En nuestros días apenas subsiste una cuarta parte de la planta total (acabada en su máximo desarrollo), es decir, el atrio y una ínfima porción de la ermita misma, triste sombra de su pasada envergadura.

## Descripción
La ermita aparece articulada en dos cuerpos bien reconocibles: el primero supone un atrio (con tres arcos en la fachada y otros tres en los laterales; más amplio en ambos casos el central que los laterales). Toda la arquería es de piedra de sillar bien escuadrada. Sobre el atrio se destaca una planta de ladrillo y trabajo mudéjar, con un balcón y rematada por un frontón en cuyo centro descuella un óculo y, en lo más alto, una vistosa espadaña. A sendos lados hay dos huecos cegados; el segundo cuerpo, mínimo, es lo poco que persiste de la ermita en sí, el tapial con los ángulos reforzados con cantería, contrafuertes y pequeños huecos de luz.